# Hoesdorf
Hoesdorf (luxemburgisch Héischdrefⓘ) ist eine Ortschaft in der Gemeinde Reisdorf, Kanton Diekirch, im Großherzogtum Luxemburg.

## Lage
Hoesdorf liegt ganz im Norden der Gemeinde Reisdorf im Tal der Our direkt an der Grenze zu Deutschland. Auf deutscher Seite liegt der kleine Ort Ammeldingen an der Our schräg gegenüber. Weitere Nachbarorte sind im Norden Longsdorf und im Süden Reisdorf. Am Ort vorbei verläuft die Nationalstraße 10.

## Allgemeines
Hoesdorf ist ein kleines ländliches Dorf. Sehenswert ist die Nikolauskapelle mit ihrem seltenen runden Glockenturm. Sie gehört zur Pfarre Reisdorf und ist seit 2017 als Denkmal eingetragen.
Im Süden des Dorfes steht ein Monument zu Ehren des 109. Infanterie-Regiments der United States Army, das im Zweiten Weltkrieg hier gekämpft hat.

## Weblinks

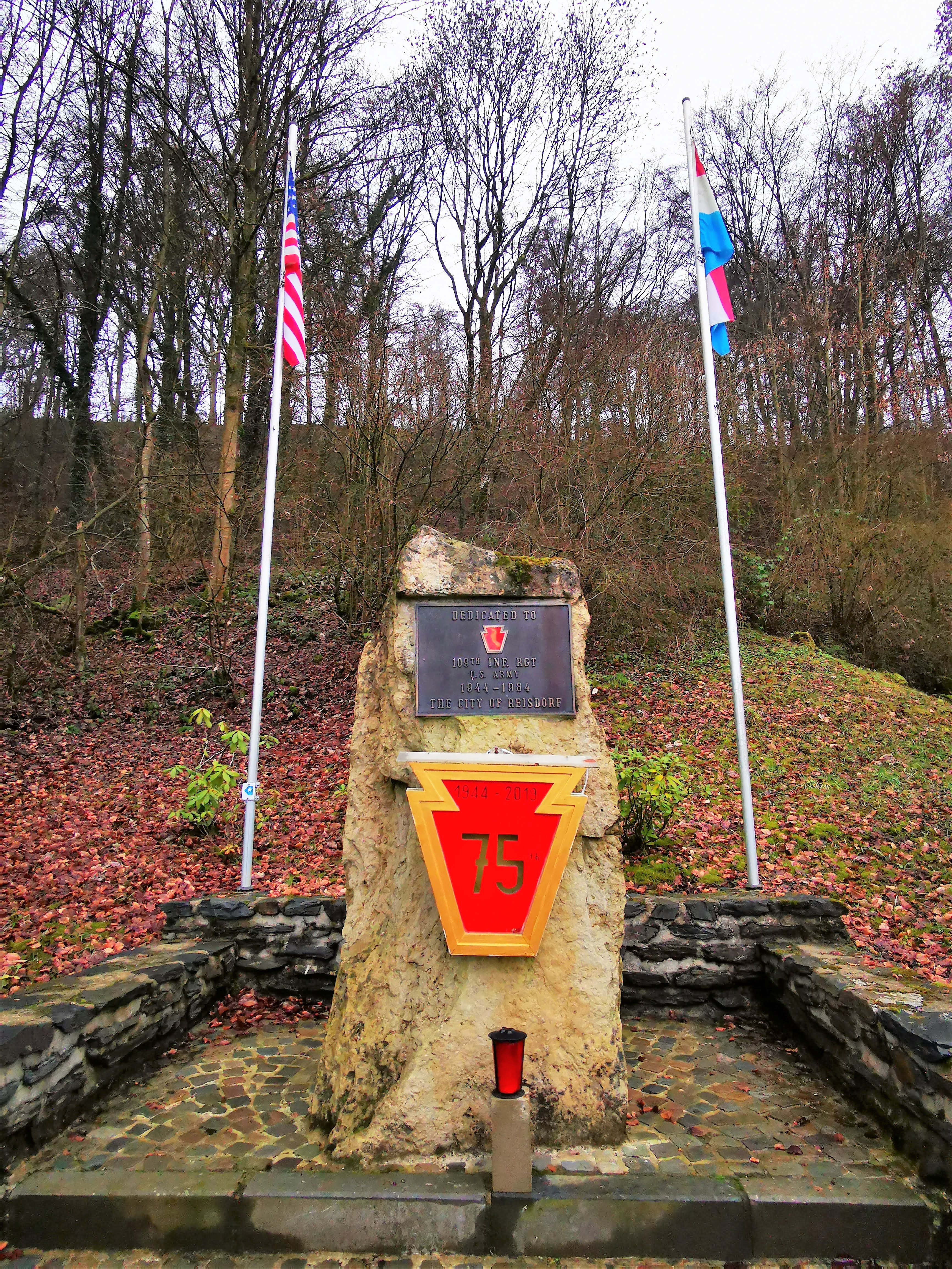
Denkmal